# Élections générales britanniques de 1992 en Angleterre
Des élections générales britanniques ont lieu le 9 avril 1992 pour élire la 51e législature du Parlement du Royaume-Uni. L'Angleterre élit 524 des 651 députés.

## Résultats
| Partis | Partis              | Voix       | Voix  | Voix       | Total des sièges | Total des sièges | Total des sièges |
| Partis | Partis              | Votes      | %     | +/−        | Sièges           | +/−              |                  |
| ------ | ------------------- | ---------- | ----- | ---------- | ---------------- | ---------------- | ---------------- |
|        | Conservateur        | 12 796 772 | 45,5  | 0,8        | 319 / 524        | 39               |                  |
|        | Travailliste        | 9 551 910  | 33,9  | 4,4        | 195 / 524        | 40               |                  |
|        | Libéraux-démocrates | 5 398 293  | 19,2  | 4,7        | 10 / 524         | stagnation       |                  |
|        | Autres              | 401 531    | 1,4   | 1,0        | 0 / 524          | stagnation       |                  |
| Total  | Total               | 28 148 506 | 100,0 | stagnation | 524 / 524        | 1                |                  |